# 文君井
文君井位於四川省邛崍縣，文物遺址年代判定為清。文君即是卓文君。1980年7月7日列為四川省重新確定公布的第一批省級文物保護單位。